# Plagiosarus literatus
Plagiosarus literatus là một loài bọ cánh cứng trong họ Cerambycidae.